# Michel Ancel
Michel Ancel (wymowa miʃɛl ɑ̃sɛl, ur. 29 marca 1972 w Monako) – francuski reżyser i projektant gier komputerowych, pracujący w przedsiębiorstwie Ubisoft. Kawaler Orderu Sztuki i Literatury.
Początkowo pracował w charakterze ilustratora gier komputerowych autorstwa Nicolasa Choukrouna, jednak sławę zdobył jako realizator utrzymanej w realiach fantasy gry platformowej Rayman (1995), która doczekała się licznych sequeli oraz rebootów, w tym nadzorowanych osobiście przez Ancela utworów Rayman 2: The Great Escape (1999), Rayman Origins (2011) oraz Rayman Legends (2013). Projektant zasłużył się również jako twórca dziennikarskiej gry Beyond Good & Evil (2004) oraz adaptacji filmu Petera Jacksona King Kong (2005).
Gry Ancela, przeważnie pozytywnie odbierane przez krytyków, wykazują estetycznie podobieństwo do filmów Walta Disneya oraz Studia Ghibli. Projektant dosłużył się miana „francuskiego Shigeru Miyamoto”, choć odrzucał powinowactwa z japońskim twórcą. Twórca Raymana starał się w trakcie swojej kariery tworzyć produkcje spokrewnione estetycznie ze sztuką filmową, aczkolwiek nie nadużywał przerywników filmowych, sprawę światotwórstwa pozostawiając spontaniczności graczy.

## Życiorys
Michel Ancel urodził się 29 marca 1972 roku w Monako. Jego ojciec, Jean-Claude Ancel, był wówczas żołnierzem Armii Francuskiej, natomiast matka, Brigitte Ancel, pochodziła z Algierii. Ancel miał troje rodzeństwa: starszą siostrę Sophie, młodszą siostrę Isabelle oraz brata Philippe’a. W 1977 roku rodzina Ancela przeprowadziła się do Lyonu, jednak ze względu na nieprzyjazne sąsiedztwo w 1980 roku zmieniła miejsce pobytu na Nancy, a w 1983 roku przeniosła się do Tunisu. Wówczas Ancel po raz pierwszy zapoznał się z grami wideo, otrzymując od ojca Atari 2600. W wieku 14 lat Ancel i jego rodzina wrócili do Francji, gdyż nie sprzyjała im sytuacja polityczna (zamach stanu w Tunezji).
Młody Ancel przejawiał coraz większe zainteresowanie popkulturą. Wielki wpływ nań wywarły filmy Midnight Express oraz Łowca androidów, a także album muzyczny The Wall zespołu Pink Floyd oraz trylogia literacka Władca Pierścieni. Najwięcej jednak Michel Ancel zawdzięczał wujowi, który był z pochodzenia Beduinem i który wpoił mu zainteresowanie przyrodą oraz ekologią.

### Pierwsze projekty (1987−1992)
W 1987 roku Michel Ancel, osiadłszy w Montpellier, otrzymał swój pierwszy komputer – Atari ST. Zainteresowany możliwościami tej maszyny przyszły twórca Raymana spędził sporo czasu na wertowaniu magazynów specjalistycznych i programowaniu w języku BASIC. W 1988 roku Ancel nawiązał współpracę z Nicolasem Choukrounem, pracownikiem studia Lankhor. Na potrzeby planowanej przez Choukrouna gry zręcznościowej pod tytułem Mechanic Warriors Ancel wykonał drobiazgową oprawę graficzną, jednak dobrze zapowiadający się projekt został zarzucony przez Lankhor na rzecz priorytetowej gry przygodowej Maupiti Island (1990), a próba sprzedania go wydawnictwu Ére Informatique zakończyła się niepowodzeniem.
Tymczasem rozwijające się wydawnictwo Ubisoft poszukiwało obiecujących twórców. 1 marca 1989 roku Choukroun i Ancel podpisali z szefostwem Ubisoftu kontrakt na realizację gry The Intruder. Jakkolwiek kontakt pomiędzy nimi był utrudniony (Choukroun wyjechał do Paryża), Ancel regularnie dostarczał programiście dyskietki z plikami zawierającymi oprawę graficzną. W założeniu The Intruder miał być parodią strzelanek w stylu R-Type i w takim też stylu został wykonany. Ubisoft wydał grę w listopadzie 1989 roku, nie poświęcając jej szczególnej uwagi, w wyniku czego The Intruder cieszył się skromnymi wynikami sprzedaży.
Właściciele Ubisoftu, bracia Guillemot, nie zapomnieli jednak o debiucie Ancela. Na ich prośbę Ancel wyruszył do Bretanii, gdzie zapoznał się z pracownikami wytwórni w zamku znajdującym się w miejscowości Carentoir. Po spotkaniu został formalnie ogłoszony pracownikiem Ubisoftu, co pozwoliło mu uniezależnić się materialnie od rodziców i opuścić liceum. Kontynuował współpracę z Choukrounem, która zaowocowała stworzeniem gry logicznej The Teller, do której ponownie wykonał oprawę graficzną. Gdy ukazała się ona na Atari ST jesienią 1990 roku, zebrała pozytywne recenzje w specjalistycznej prasie, lecz nie odniosła sukcesu komercyjnego.
8 czerwca 1990 roku kierownictwo Ubisoftu podpisało z Choukrounem i Ancelem kontrakt na stworzenie kolejnej gry pod tytułem Pick 'n Pile. Choukroun wprawdzie przedtem zaprogramował ją sam, jednak jego projektowi bez odpowiedniej oprawy graficznej brakowało odpowiedniej finezji. Ancel zaprojektował grafikę, po czym obaj współpracownicy podpisali kontrakty na dwa kolejne utwory, Le Jeu de Bêtes oraz Adam et Eve. Jednakże w realizacji obu gier twórcom przeszkodziła konieczność zmiany siedziby, gdyż zamek w Carentoir został uznany za zabytek historyczny. Tę niedogodność zrekompensowało Ancelowi podpisanie stałej umowy o pracę z Ubisoftem na początku 1991 roku.
Przyszły projektant Raymana musiał się przeprowadzić do nowej siedziby w Redon, gdzie brał między innymi udział w tworzeniu adaptacji Gwiezdnych wojen na Game Boya. W międzyczasie zapoznał się z grą Érica Chahiego pod tytułem Another World, będąc pod wielkim wrażeniem tego w zasadzie indywidualnego projektu. Gdy szefostwo Ubisoftu zażądało od swoich nowych pracowników przeniesienia się do Paryża, Ancel wypowiedział umowę o pracę, argumentując swoją decyzję brakiem satysfakcji z tworzenia adaptacji.

### Rayman(1995)
Rezygnacja ze stałej pracy dla Ubisoftu nie oznaczała, że Ancel zrezygnował ze współpracy z wytwórnią. Pracował nad własnym projektem, który wykorzystywałby technikę animacji obiektów zwaną ray castingiem, tzn. symulującą przestrzeń trójwymiarową za pośrednictwem dwuwymiarowych obiektów. Stąd wzięła się późniejsza nazwa postaci, która miała być głównym bohaterem własnej gry Ancela: Rayman. Przyszłe dzieło Ancela przejawiało sporą inspirację kreskówkowym stylem filmów animowanych, a w kwestii rozgrywki miało przypominać bardziej Ghosts 'n Goblins aniżeli Mario Bros. Podstawowa różnica pomiędzy Raymanem a grami o wąsatym hydrauliku polegała na tym, że w utworze Ancela umiejętności bohater nabywał stopniowo, w miarę zaliczania kolejnych etapów rozgrywki. Celem gracza było pokonanie tajemniczego Mr. Darka, który porywał świetliki (nazywane w grze Electoonami), a w kulminacyjnej fazie gry uprowadzał wróżkę Betillę towarzyszącą Raymanowi w części poziomów.
Gotowy dokument z projektem gry Ancel przyniósł w 1992 roku do siedziby Ubisoftu. Projekt został przyjęty z aprobatą, a Ancel – mianowany jego reżyserem. Asystował mu współtwórca głównej postaci, Frédéric Houde, który pozostał jego wieloletnim współpracownikiem. Rayman, którego premiera odbyła się jesienią 1995 roku (po trzyletnim okresie produkcyjnym) w wersji na konsolę PlayStation, został pozytywnie przyjęty zarówno przez graczy, jak i recenzentów. Zgodnie z szacunkami FNAC produkcja studia sprzedała się w nakładzie 400 000 egzemplarzy.

### Rayman 2iTonic Trouble(1999)
Gdy w 1996 roku Nintendo wydało swoją trójwymiarową grę platformową pod tytułem Super Mario 64, celem Ancela stało się stworzenie kontynuacji Raymana o podobnej mechanice. Realizowany w studiu Ubisoft Montpellier projekt trójwymiarowego Raymana 2 ponownie Ancel objął swoim kierownictwem – tym razem jako dyrektor artystyczny. Równocześnie trwały prace nad również trójwymiarową grą Tonic Trouble, której pomysłodawcami byli Ancel, Houde i Serge Hascoët. Tonic Trouble oraz Rayman 2 ukazały się w tym samym roku – 1999 – jednak ich odbiór był różny. Rayman 2 poszerzał mitologię franczyzy o nowe postacie, w tym gapowatego towarzysza protagonisty, Globoksa, a oś fabularna gry skupiała się wokół ratowania świata przed grupą najeźdźców zwanych Robopiratami. Rayman 2 spotkał się z powszechnym zachwytem zarówno w anglojęzycznej prasie, jak i w kraju produkcji, gdzie lokalne pismo „Génération 4” uznało go za „jedną z najlepszych gier platformowych na komputery osobiste”. Natomiast Tonic Trouble, której bohater Ed miał za zadanie przywrócić w swoim świecie ład zmącony przez swoją nieostrożność, została chłodniej przyjęta przez branżowe media; Ben Stahl z portalu GameSpot twierdził, iż „jeśli ta gra zostanie zapamiętana, to tylko dlatego, że nie jest to Rayman 2”.

### Beyond Good & Evil(2004)
Uniwersum Raymana rozrastało się o kolejne części (w tym Rayman M oraz Rayman 3), jednakże Ancel nie brał bezpośredniego udziału w ich powstawaniu. Zamiast tego skupił uwagę na produkcji kolejnej trójwymiarowej gry akcji, której akcja toczyła się w społeczeństwie autorytarnym. Jego włodarze argumentują swoje represje koniecznością obrony przed Obcymi. Główna bohaterka Beyond Good & Evil, dziennikarka Jade, wespół z knurem imieniem Pey'j, próbuje dociec prawdziwych przyczyn istnienia reżimu wojskowego. Beyond Good & Evil nie tylko zawierała w sobie aluzje do niepokojów społecznych powstałych po zamachach z 11 września 2001 roku, ale również kryła w sobie ton anarchiczny. Choć gra nie odniosła sukcesu komercyjnego, powszechnie chwalono ją zarówno za oprawę graficzną oraz historię. David Adams z portalu IGN pisał, że zawarta w Beyond Good & Evil „tematyka korupcji panującej w wojsku i mediach jest zaskakująco wyrafinowana i istotna”.

### King Kong(2005)
Jeszcze w styczniu 2004 roku Michel Ancel spotkał się z nowozelandzkim reżyserem Peterem Jacksonem, który reżyserował remake filmu King Kong (1933) Meriana C. Coopera i Ernesta Schoedsacka. Planowana była realizacja gry komputerowej na podstawie filmu, a Jackson spodziewał się, że zadaniu temu podoła Ancel jako reżyser gry. Ludyczny King Kong osadzał się na pomyśle, aby opowiedzieć akcję gry z dwóch różnych punktów widzenia: słabego fizycznie Jacka Driscolla oraz tytułowego goryla. Jednocześnie adaptacja filmu pozbawiona była tradycyjnych przerywników filmowych, a wydarzenia z pierwowzoru renderował sam silnik graficzny. Gra King Kong spotkała się z pozytywnym odbiorem ze strony recenzentów.

### Powrót do seriiRayman
Podczas gdy Ubisoft produkował nowe gry na licencji Raymana, takie jak Rayman: Szalone Kórliki (Rayman contre les Lapins Crétins, 2006), Ancel przymierzał się do stworzenia kontynuacji King Konga oraz kolejnego projektu związanego z franczyzą Raymana. Jednakże gra Rayman Adventures, którą planował reżyser, została zawieszona w związku z produkcją Szalonych Kórlików, z czego projektant był niezadowolony. Dopiero w 2009 roku Ancel otrzymał pozwolenie od Ubisoftu na realizację gry, która stanowiłaby powrót do korzeni serii. Rayman Origins, której reżyserem był Ancel, miała na celu przetworzenie ikonicznych elementów serii w nową całość, z klamrą kompozycyjną w postaci snu głównych bohaterów. Gra umożliwiła graczom rozgrywkę w trybie wieloosobowym na jednym ekranie. Równocześnie napędzał ją autorski silnik UbiArt, który pozwalał na tworzenie płynnie animowanych, wielowarstwowych środowisk utrzymanych w estetyce kreskówek.
Na targach Electronic Entertainment Expo w czerwcu 2010 roku pokazany został zwiastun, który prezentował nowy styl animacji, a także narodziny Raymana, który rozwiewał skąpą spódnicę swojej stworzycielki Betilli. Ów kontrowersyjny materiał nie znalazł się w samej treści gry, jednak nimfy (poczynając od Betilli), które Rayman wyzwala, we właściwej grze wciąż były obiektami daleko idącej seksualizacji. Nie zmieniało to jednak faktu, że Rayman Origins została bardzo dobrze przyjęta przez media branżowe, a Michel Ancel otrzymał za nią nagrodę BAFTA w kategorii osiągnięcia artystycznego.
W 2013 roku Ancel ukończył również prace nad kolejną częścią serii pod nazwą Rayman Legends. Produkcja Ubisoft Montpellier, o zarysowanej luźnej fabule, stanowiła ciąg zrytmizowanych poziomów, które – sterując wybraną spośród wielu postaci – gracz ukańczał w takt muzyki. W Rayman Legends poszczególne poziomy gracz pokonuje również z pomocą postaci niezależnej, żabopodobnego Murfy’ego. Rayman Legends spotkała się z powszechnym uznaniem, zbierając szereg pozytywnych recenzji.
W lipcu 2014 roku Ancel założył nowe studio pod nazwą Wild Sheep, które miało działać przy Ubisofcie. W jego ramach prowadził prace nad osadzoną w realiach prehistorycznych grą Wild i pracował nad grą Beyond Good & Evil 2, która miała być prequelem dla wydarzeń zachodzących w pierwowzorze. W 2020 roku został jednak zwolniony z Ubisoftu pod zarzutem toksycznych metod zarządzania podwładnymi, po czym zrezygnował z pracy w branży gier komputerowych.

## Styl autorski
Michel Ancel nazywany jest Waltem Disneyem gier komputerowych lub „francuskim Shigeru Miyamoto”, choć osobiście unikał porównań z japońskim twórcą, twierdząc, że w swojej twórczości większą uwagę poświęca światotwórstwu aniżeli rozgrywce. Dla reżysera proces tworzenia gier komputerowych jest podobny do pracy przy filmie, „ze swym określonym językiem, montażem, komponentami”. Ancel, począwszy od King Konga, nauczył się nie stosować w grach przerywników filmowych, lecz opowiadać historię za pomocą ich mechaniki. Jako wzorzec dla swojej twórczości wskazywał Ghosts’n Goblins, Heart of Darkness oraz Another World, a z japońskich gier najbardziej przywiązywał wagę do Mystical Ninja (1997). Spośród filmów, które najbardziej wpłynęły na estetykę gier Ancela, reżyser wymieniał produkcje Studia Ghibli, przede wszystkim produkcje Hayao Miyazakiego.
Tom Phillips, przeprowadzając wywiad z projektantem, skonstatował: „Dla Ancela liczy się przejrzystość – solidny zespół wokół niego i zaplecze techniczne, które pozwoli mu jak najszybciej i jak najpełniej wyrazić siebie”. Co się zaś tyczy emocji, zdaniem Ancela muszą one wynikać ze spontanicznych działań gracza, a nie z wykalkulowanego scenariusza. Dlatego też według projektanta lepiej jako gra spełnia się Podróż (2012) aniżeli produkcje Quantic Dream oraz Naughty Dog. Ponadto Ancel przyrównał proces tworzenia gier komputerowych do organizacji przyjęcia: „Nie chcesz, aby [goście/gracze] zachowywali się dokładnie tak, jak im każesz. Chcesz, aby znajdowali się w odpowiednim środowisku, w którym mogą się bawić i cieszyć się sobą nawzajem”.

## Ordery i odznaczenia
W marcu 2006 roku Michel Ancel wraz z Shigeru Miyamoto oraz Frédérickiem Raynalem otrzymał Order Sztuki i Literatury, będąc jednym z pierwszych francuskich twórców gier komputerowych, którzy zasłużyli na to odznaczenie.

## Wykaz gier
| Rok  | Gra                        | Funkcja                               |
| ---- | -------------------------- | ------------------------------------- |
| 1989 | The Intruder               | ilustrator                            |
| 1990 | The Teller                 | ilustrator                            |
| 1990 | Pick ’n Pile               | ilustrator                            |
| 1995 | Rayman                     | pomysłodawca, projektant              |
| 1999 | Tonic Trouble              | pomysłodawca, scenarzysta, ilustrator |
| 1999 | Rayman 2: The Great Escape | pomysłodawca, scenarzysta, ilustrator |
| 2003 | Beyond Good & Evil         | reżyser, scenarzysta, projektant      |
| 2005 | Peter Jackson’s King Kong  | dyrektor kreatywny, projektant        |
| 2011 | Rayman Origins             | reżyser                               |
| 2013 | Rayman Legends             | reżyser                               |